# The Love Parade
The Love Parade is een Amerikaanse filmmusical uit 1929 onder regie van Ernst Lubitsch. De film is gebaseerd op het toneelstuk The Prince Consort van Jules Chancel en Leon Xanrof. Destijds werd het in Nederland uitgebracht onder de titel De Liefdesparade.

## Verhaal
De film speelt zich af in een land genaamd Sylvania, waar de koningin Louise nog steeds niet getrouwd is. Dit baart zorgen bij de ministers, die van mening zijn dat een koningin een man aan haar zijde hoort te hebben. Op datzelfde moment wordt graaf Renard overgescheept uit Parijs, waar hij talloze liefdesaffaires met vrouwen had. Ze nodigt hem uit om zijn talenten te demonstreren en wordt verliefd op de man. Terwijl zij een liefdesrelatie opbouwen, krijgen hun hulpjes Jacques en Lulu ook een oogje op elkaar.
Het duurt niet lang voordat Louise en Alfred met elkaar trouwen. Op dat moment komt er ook een einde aan hun passie. Alfred vindt het maar niks dat hij bevelen van zijn vrouw dient te volgen. Uit financiële redenen houdt hij toch de schijn hoog. Op een dag, als hij wordt gedwongen een opera bij te wonen, is voor hem de maat vol. Alfred kondigt aan naar Parijs te gaan om een scheiding aan te vragen. Louise doet er alles aan hem tegen te houden, maar heeft weinig succes. Als ze hem belooft te kronen tot koning en hij dus gelijk aan haar is, leggen ze het bij.

## Rolbezetting
| Acteur             | Personage                |
| ------------------ | ------------------------ |
| Maurice Chevalier  | Graaf Alfred Renard      |
| Jeanette MacDonald | Koningin Louise          |
| Lupino Lane        | Jacques                  |
| Lillian Roth       | Lulu                     |
| Eugene Pallette    | Minister van Oorlog      |
| E.H. Calvert       | Sylvaniaanse ambassadeur |
| Edgar Norton       | Meester van de ceremonie |
| Lionel Belmore     | Premier                  |

## Achtergrond
Het was voor regisseur Ernst Lubitsch zijn eerste geluidsfilm. Hij wilde een musical maken over een koning en een prins en benaderde Maurice Chevalier met dit idee al voordat hij verder was gegaan met het uitwerken ervan. De acteur was echter van mening dat hij niet geloofwaardig zou zijn als prins, maar besloot mee te werken toen de regisseur hem vroeg het kostuum aan te trekken. Voor de vrouwelijke hoofdrol had hij Bebe Daniels in gedachten. Toen hij Jeanette MacDonald zag in een screentest voor een film uit 1928 - een rol die ze niet kreeg - zag hij in haar de ideale actrice voor de rol van de koningin. Toen ze de rol kreeg, maakte MacDonald zich zorgen. Ze had nog nooit eerder in een film gespeeld en ze wist niet precies wat ze moest doen op een filmset. Lubitsch probeerde haar te kalmeren en gaf haar de opdracht tien pond aan te komen, omdat ze volgens hem te dun was.
Lubitsch liet de hoofdrolspelers wekenlang voorbereiden, voordat hij scènes met ze opnam. Volgens MacDonald was hij een perfectionist die veel van zijn collega's eiste, maar ook veel respect kreeg. Er waren twijfels of de film een succes zou worden, maar de filmstudio Paramount Pictures had vertrouwen in Lubitsch, die dan ook een groot budget kreeg. Het werd na de uitbrengst dan ook een groot succes. Het werd geprezen door de pers en de hoofdrolspelers groeiden uit tot beroemdheden. In de latere jaren kreeg het echter meer kritiek voor het slechte gebruik van geluid.